# Шатковская, Анна
Анна Шатковская (15 марта 1928, Цешин — 27 февраля 2015, Швейцария) — член Польской Армии Крайовой времен Второй мировой войны, к которой она присоединилась в возрасте 16 лет, чтобы помочь в освобождении Варшавы от немецкой оккупации. Она оказывала первую помощь. Шестьдесят лет спустя она описала свой опыт в книге La Maison brulée.

## Биография
Анна Шатковская была дочерью римско-католической писательницы и борца сопротивления Зофьи Коссак-Щуцкой, внучкой активиста Тадеуша Коссака, который был близнецом художника Войцеха Коссака, и правнучкой художника Юлиуша Коссака. В Гурках, на южной границе Польши, она жила со своими братьями, родителями, бабушкой и дедушкой в относительно богатом особняке. Ситуация резко изменилась, когда 1 сентября 1939 года началась Вторая мировая война, и семье пришлось покинуть Гурки в поисках убежища.
Первоначально Шатковская продолжала обучение в интернате для девочек, но в 1944 году, в возрасте 16 лет, она записалась в польскую подпольную армию и была принята в патруль Ева-Мария, который состоял из семи молодых девушек, оказывавших первую помощь. Варшавское восстание началось 1 августа 1944 года и продолжалось 63 дня, пока не было подавлено немцами, в то время как Красная Армия стояла в ожидании на другом берегу реки Вислы.
В октябре 1944 года Шатковская начала записывать свои переживания по памяти вместе с Евой Орликовской, бывшей главой того патруля. Шестьдесят лет спустя эти записи легли в основу её книги. После окончания войны в Польше начал утверждаться коммунистический режим c советским господством. В июне 1945 года Зофью Коссак вызвал на собеседование новый министр внутренних дел Польши, еврей. Она ожидала худшего, но он лишь настоятельно посоветовал ей немедленно покинуть страну ради её собственной защиты, поскольку он знал, что правительство сделает с антикоммунистами. Он знал от своего брата Адольфа Бермана, что Зофья сделала лично и через Жеготу, чтобы спасти жизни тысяч евреев, и поэтому он спас Зофью и Анну.
Анна Шатковская начала свое университетское образование в Ирландии и закончила его во Фрибуре в Швейцарии. Она стала учительницей. В 1951 году она вышла замуж за Жана-Мари Россе, гражданина Швейцарии; у них было четверо детей. Россе погиб в 1960 году в дорожно-транспортном происшествии. В 1971 году она вышла замуж за Жана Буньона и стала известна как Анна Россе-Бюньон. Они жили в Кюги, Фрибур.
На протяжении десятилетий она предпочитала не рассказывать о своем военном опыте. Однако настойчивые вопросы внуков убедили её в конце концов записать свои воспоминания на французском языке. Позже она перевела свою книгу на польский язык. Действие книги начинается перед Второй мировой войной; она содержит ежедневный отчёт о Варшавском восстании и заканчивается в 1960-х годах.